# Estación Ñorquincó
Ñorquincó es una estación de ferrocarril ubicada en la localidad del mismo nombre, Departamento homónimo, Provincia de Río Negro, República Argentina, en el ramal de Ingeniero Jacobacci a Esquel. Actualmente no presta ningún servicio regular.

## Ubicación geográfica de la estación
Se encuentra a 39 km de la localidad de El Maitén.